# Selaginella braunii
Selaginella braunii là một loài dương xỉ trong họ Selaginellaceae. Loài này được Baker mô tả khoa học đầu tiên năm 1867.

## Hình ảnh

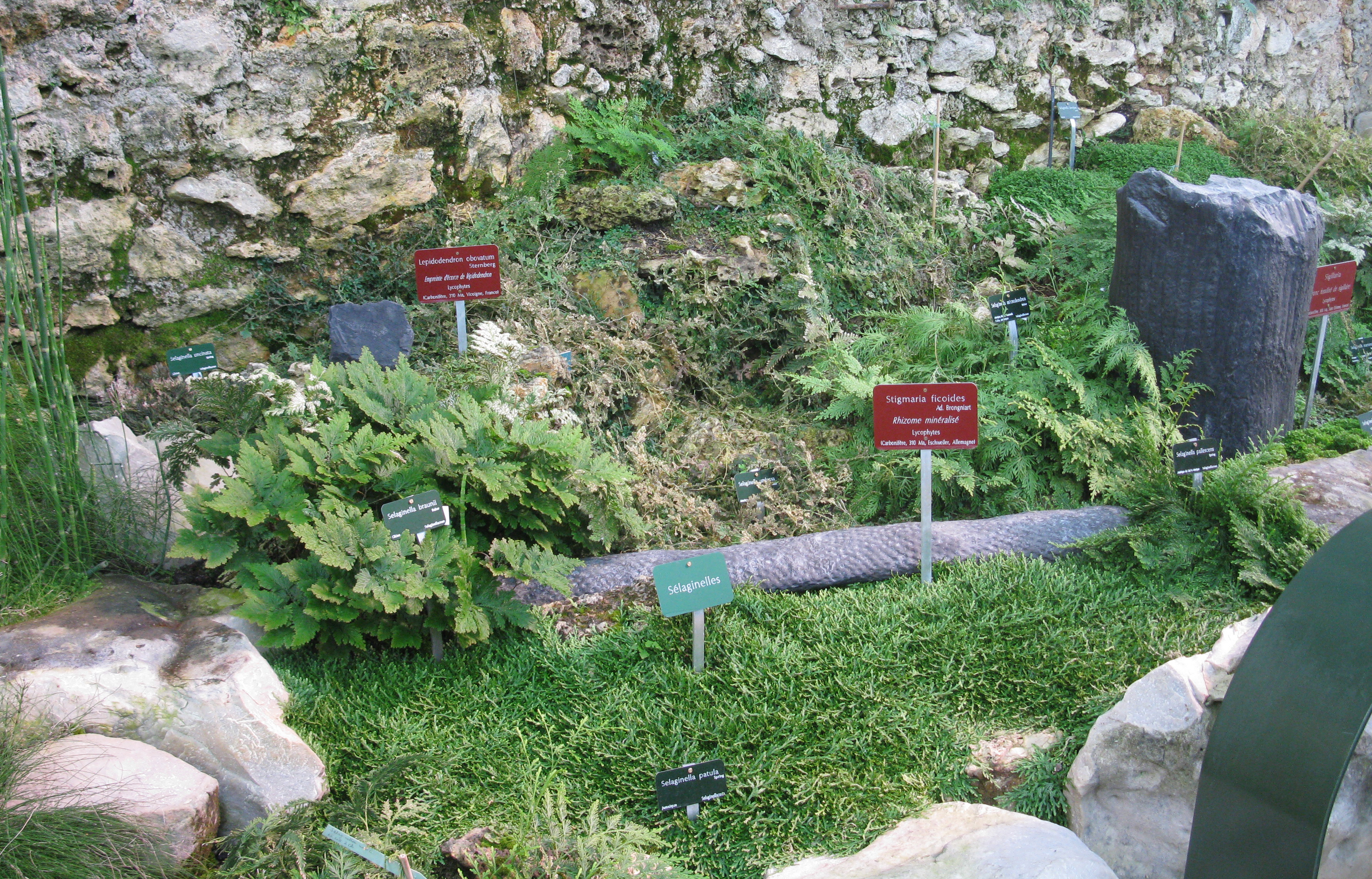
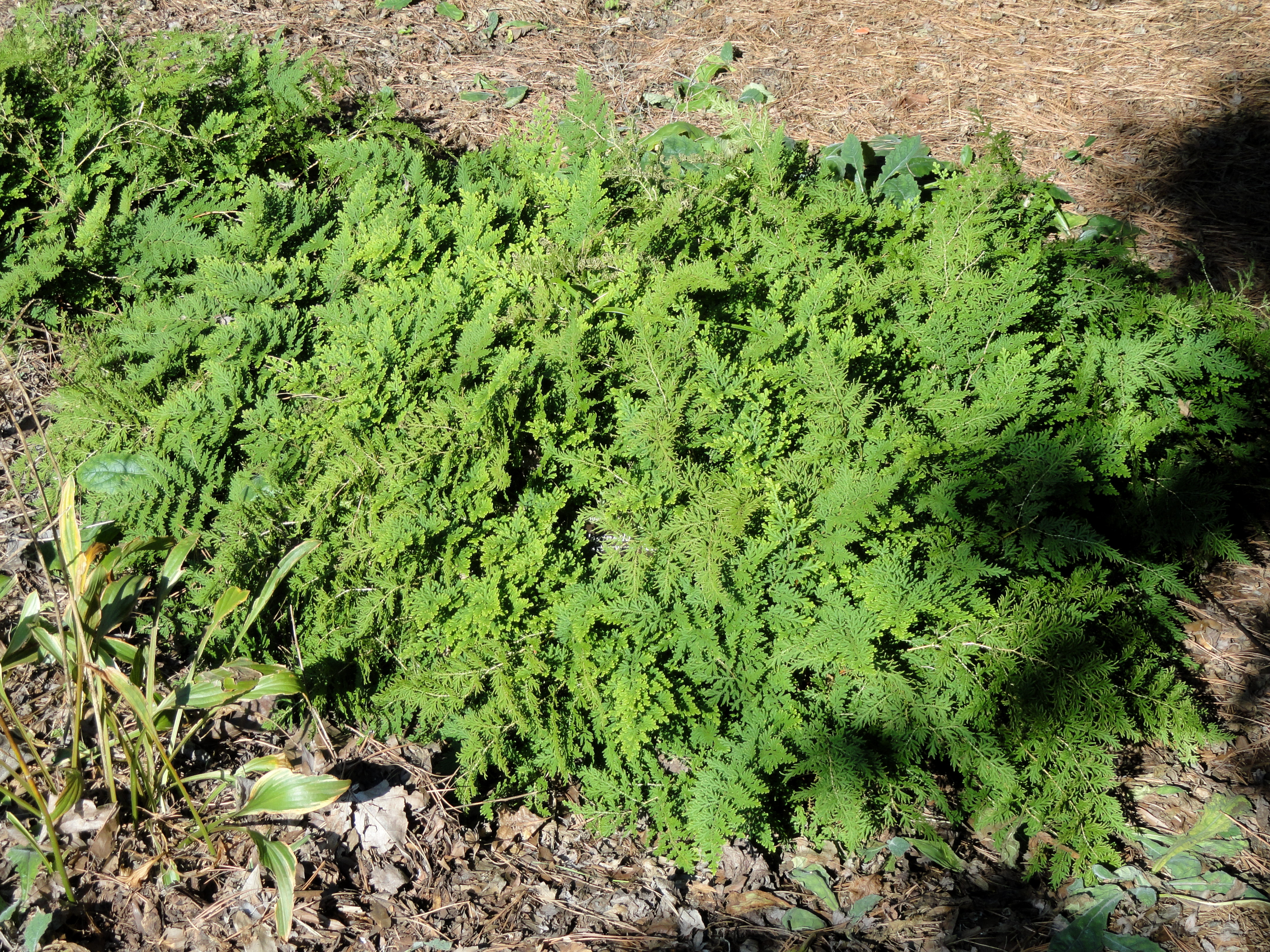
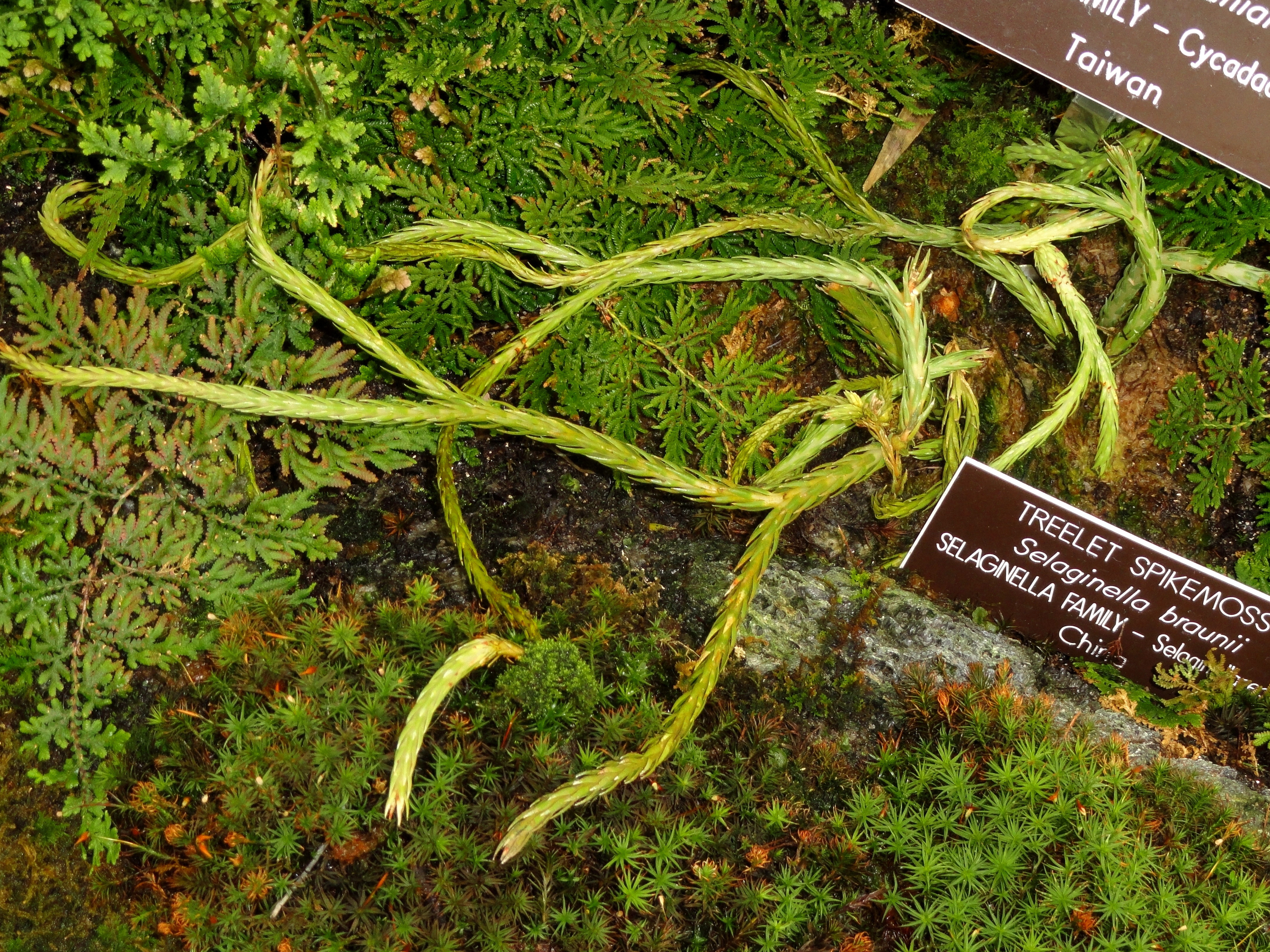
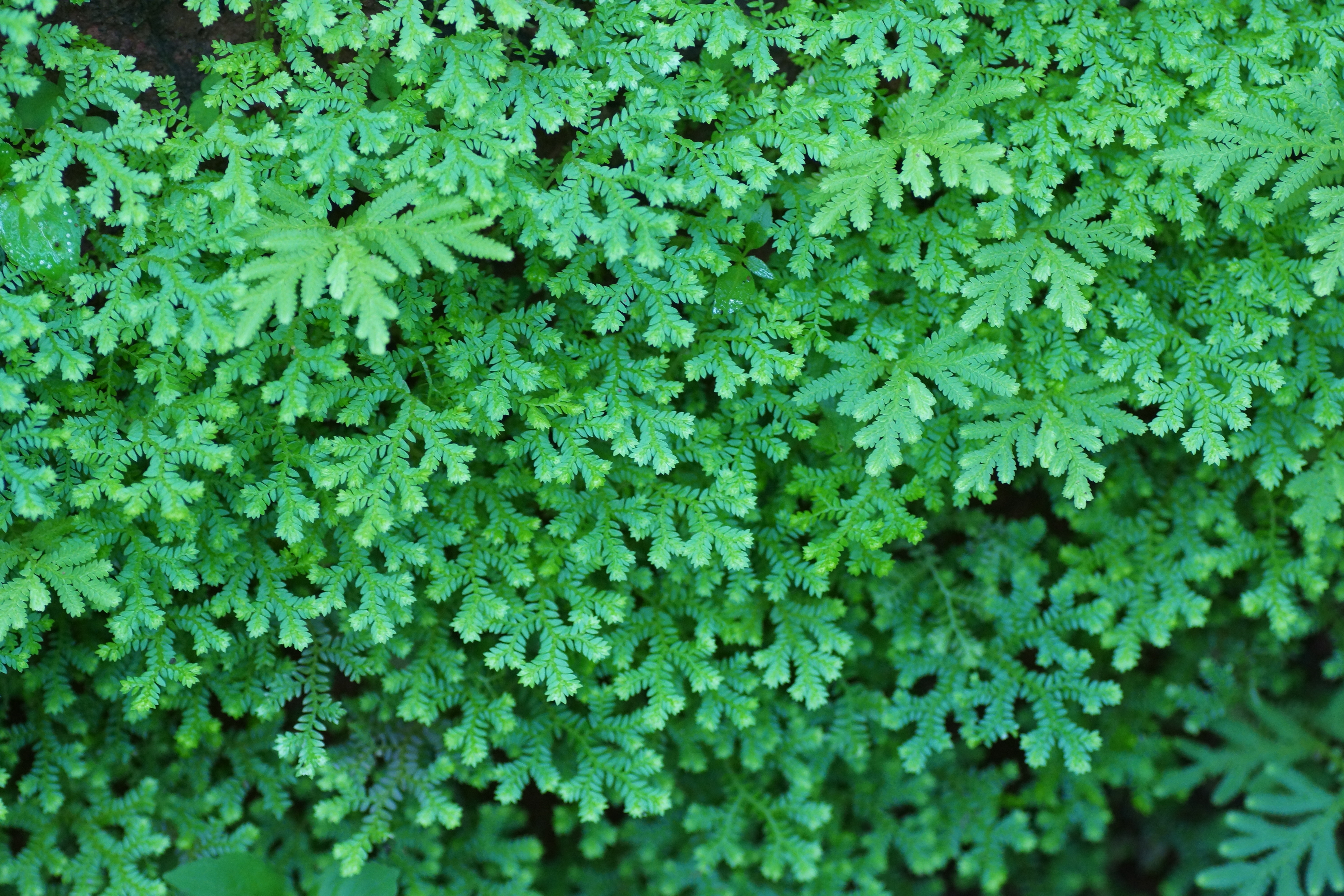